# Lively Island
Pour les articles homonymes, voir Bougainville.
L'île Lively (en anglais : Lively Island, en espagnol : Isla Bougainville) est située à l'est de la Malouine orientale dans l'archipel des Malouines.

## Administration
Les îles sont administrées par le Royaume-Uni dans le cadre du Territoire britannique d'outre-mer des îles Falkland. Elle est revendiquée par la République argentine, qui en fait une partie du Département des îles de l'Atlantique Sud dans la province de Terre de Feu, Antarctique et îles de l'Atlantique sud.

## Description
Son point culminant n'est que de 37 mètres. Elle est la plus grande île sans rats des Malouines, d'où son importance pour l'avifaune. L'île possède également une ferme ovine. Il y a plusieurs ruisseaux et étangs, dont le plus grand est Enderby Pond de 7 hectares, un site important pour la sauvagine. Avec un siècle et demi de pâturage, il reste peu d'herbe de tussac et il existe de nombreuses grandes parcelles de terrain érodé.
Lively est entourée d'autres îles et îlots plus petits. Certains de ces îlots sont reliés à Lively Island par des bancs de sable. L'île au nord-est, située à seulement 350 mètres au large de Lively, a été le site d'un programme d'éradication des rats en 2003. Le reste des îles Lively est exempt de rats.

## Historique
Le nom espagnol "Isla Bougainville" (comme Port Saint Louis) utilise le nom du navigateur français Louis-Antoine de Bougainville, qui a établi la première colonie de l'archipel dans les années 1760.
À la fin du XIXe et au début du XXe siècle, l'île appartenait à George Cobb. Elle a été vendue après la Première Guerre mondiale pour payer des impôts.
Pendant la guerre des Malouines, la bataille de Seal Cove eut lieu près de Lively, entre le navire ARA Monsunen (es) et les frégates britanniques HMS Brilliant et HMS Yarmouth. Seal Cove est une baie de la Malouine orientale directement à l'ouest de l'île.

## Zone ornithologique
Lively Island a été identifiée par BirdLife International comme une zone importante pour la conservation des oiseaux, dont le brassemer des Malouines, l'ouette à tête rousse, le manchot papou (650 couples), le manchot de Magellan, le pétrel géant (40 couples), le petit mélanodère à sourcils blancs, le cinclode fuligineux et la troglodyte de Cobb.

## Galerie

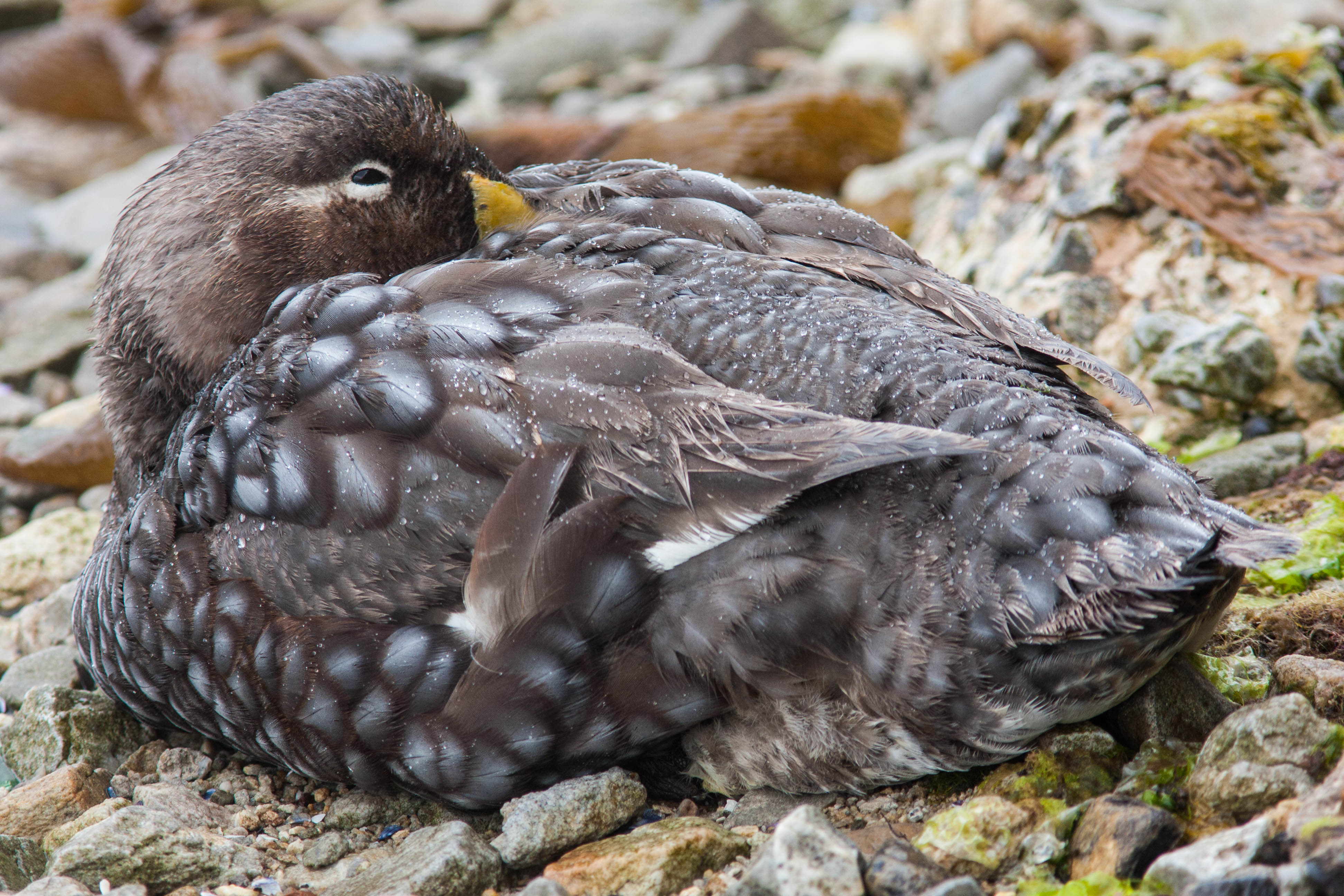
Brassemer des Malouines
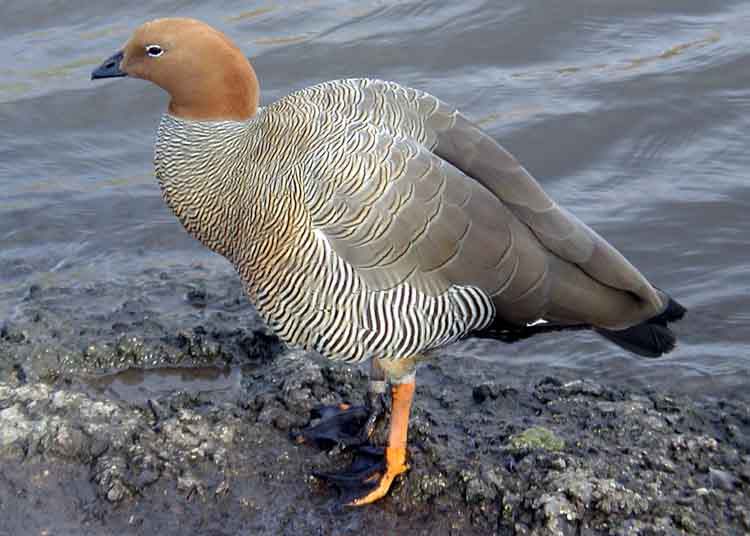
Ouette à tête rousse
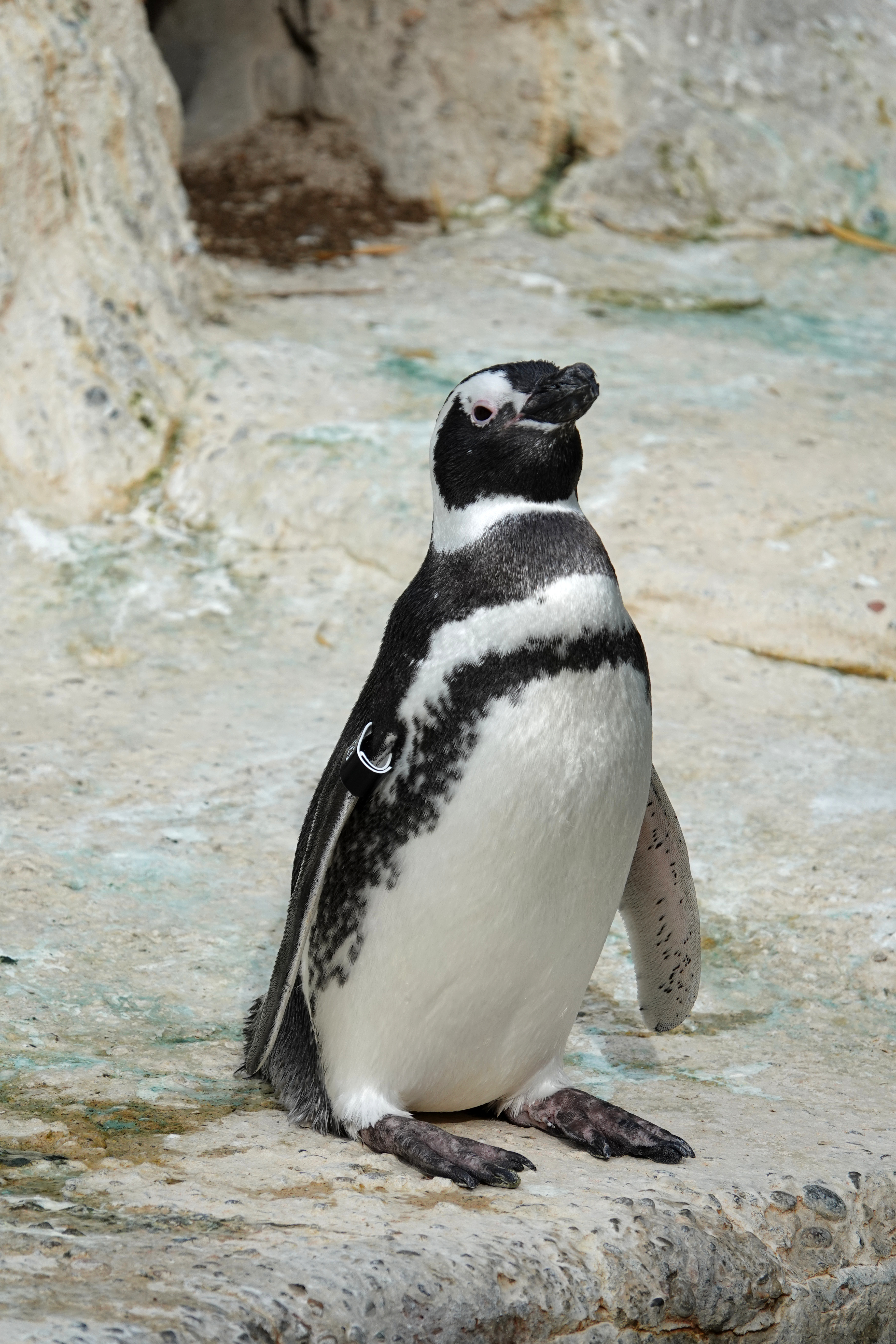
Manchot de Magellan
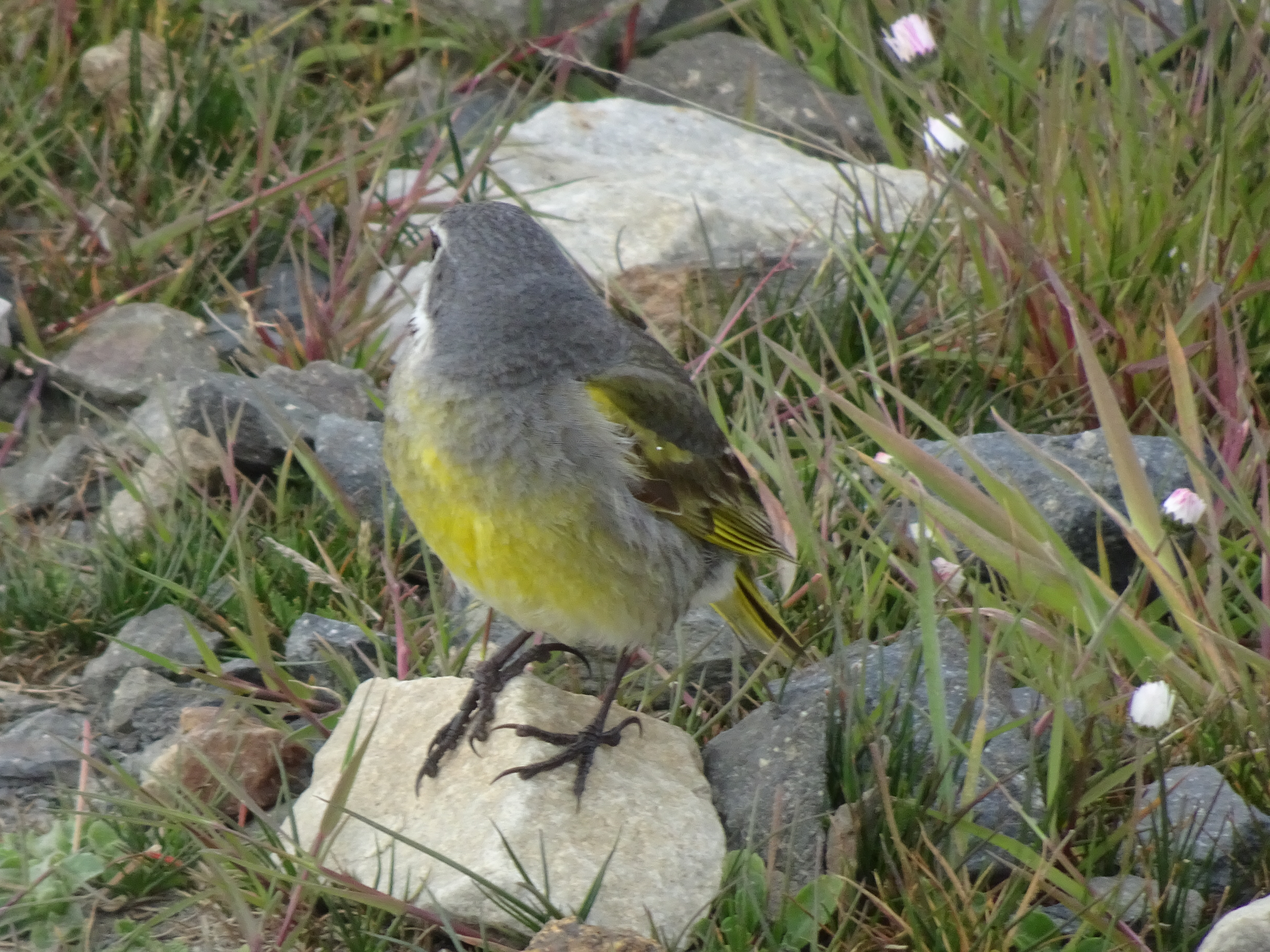
Mélanodère
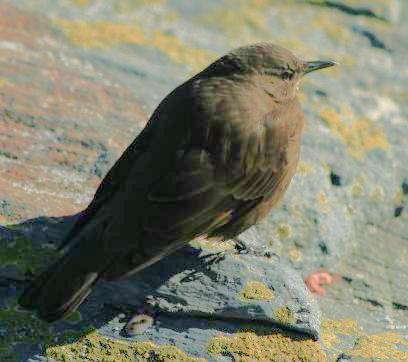
Cinclode antarctique
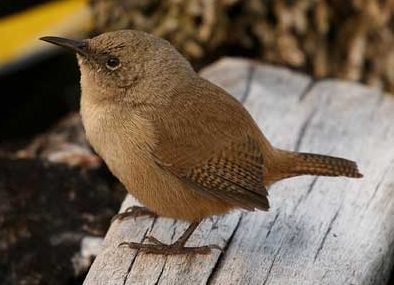
Troglodyte de Cobb